# Gordianus
Gordianus was een cognomen in het Romeinse Rijk. De naam werd gedragen door een familie waaruit drie keizers zijn voortgekomen. Het cognomen suggereert een afkomst uit de streken Galatië en Cappadocië in Asia Minor.
Het betreft de volgende drie keizers:
- Gordianus I (Marcus Antonius Gordianus Sempronianus Romanus "Africanus"), Romeins keizer in 238, met zijn zoon Gordianus II;
- Gordianus II (Marcus Antonius Gordianus Sempronianus Romanus "Africanus"), Romeins keizer in 238, met zijn vader Gordianus I;
- Gordianus III (Marcus Antonius Gordianus Pius), Romeins keizer van 238 tot 244.